# Partito Socialdemocratico (Ruanda)
Il Partito Socialdemocratico (in francese Parti Social Démocrate - PSD) è un partito politico ruandese di orientamento socialdemocratico fondato il 1º luglio 1991 da Félicien Gatabazi e da Frédéric Nzamurambaho.
Fu soprannominato come il "partito degli intellettuali".

## Storia
La formazione costituì un blocco d'opposizione insieme al Partito Liberale e al Movimento Democratico Repubblicano per opporsi al regime di Juvénal Habyarimana. Il Partito Socialdemocratico era l'unico partito che Habyarimana non era riuscito ad eliminare, ma i principali leader del partito furono uccisi all'inizio del genocidio del Ruanda, mentre il colonnello Théoneste Bagosora cercava di creare un vuoto per impadronirsi del potere.
Alla fine del genocidio il partito socialdemocratico entrò a far parte del governo di unità nazionale. Il partito supportò Paul Kagame nella corsa alle elezioni presidenziali del 2003, e ricevette il 12% dei voti nelle elezioni parlamentari del 2003, vincendo sette seggi.
I voti del partito salirono al 13% nelle elezioni parlamentari del 2008, mantenendo i suoi sette seggi. Nelle elezioni presidenziali del 2010 il partito mise in campo un suo candidato Jean Damascene Ntawukuriryayo che ricevette il 5% dei voti attestandosi come secondo dietro a Paul Kagame che ricevette il 93% dei voti.
Nelle elezioni parlamentari del 2013 il partito ricevette nuovamente il 13% dei voti, vincendo ancora sette seggi. Tali seggi si sono ridotto a cinque nelle Elezioni parlamentari del 2018.